# Tereza Engelová
Tereza Engelová (* 1976, Praha) je česká novinářka a moderátorka.

## Život
Vystudovala žurnalistiku na Fakultě sociálních věd Univerzity Karlovy. Od roku 2000 externě spolupracovala s Českou televizí a od roku 2002 byla redaktorkou, moderátorkou a editorkou zahraničního zpravodajství ČT. Do 1. října 2006 moderovala pořad Objektiv. Po studiích dokumentárního filmu ve Velké Británii pobývala od podzimu 2007 do dubna 2009 v Pákistánu. Na ženské univerzitě v Rávalpindí vedla kursy žurnalistiky a dokumentárního filmu. Své postřehy ze života v této zemi publikovala na svém blogu. V minulosti působila jako dopisovatelka pro týdeník Respekt, deník Hospodářské noviny, portál Aktuálně.cz či Český rozhlas, po návratu do České republiky se přidala k týmu později zaniklé privátní zpravodajské stanice Z1, kde moderovala zpravodajství.[zdroj?]
V roce 2018 obdržela Novinářskou cenu v kategorii „Nejlepší reportáž“, a to za sérii odvážných reportáží z konflikty zmítané východní Ukrajiny. V současnosti působí jako redaktorka nezávislého zpravodajského webu HlídacíPes.org.[zdroj?]
V roce 2025 působí jako moderátorka v Spotlightu Aktuálně.cz, kde vede rozhovory s hosty.